# 바스크어 위키백과

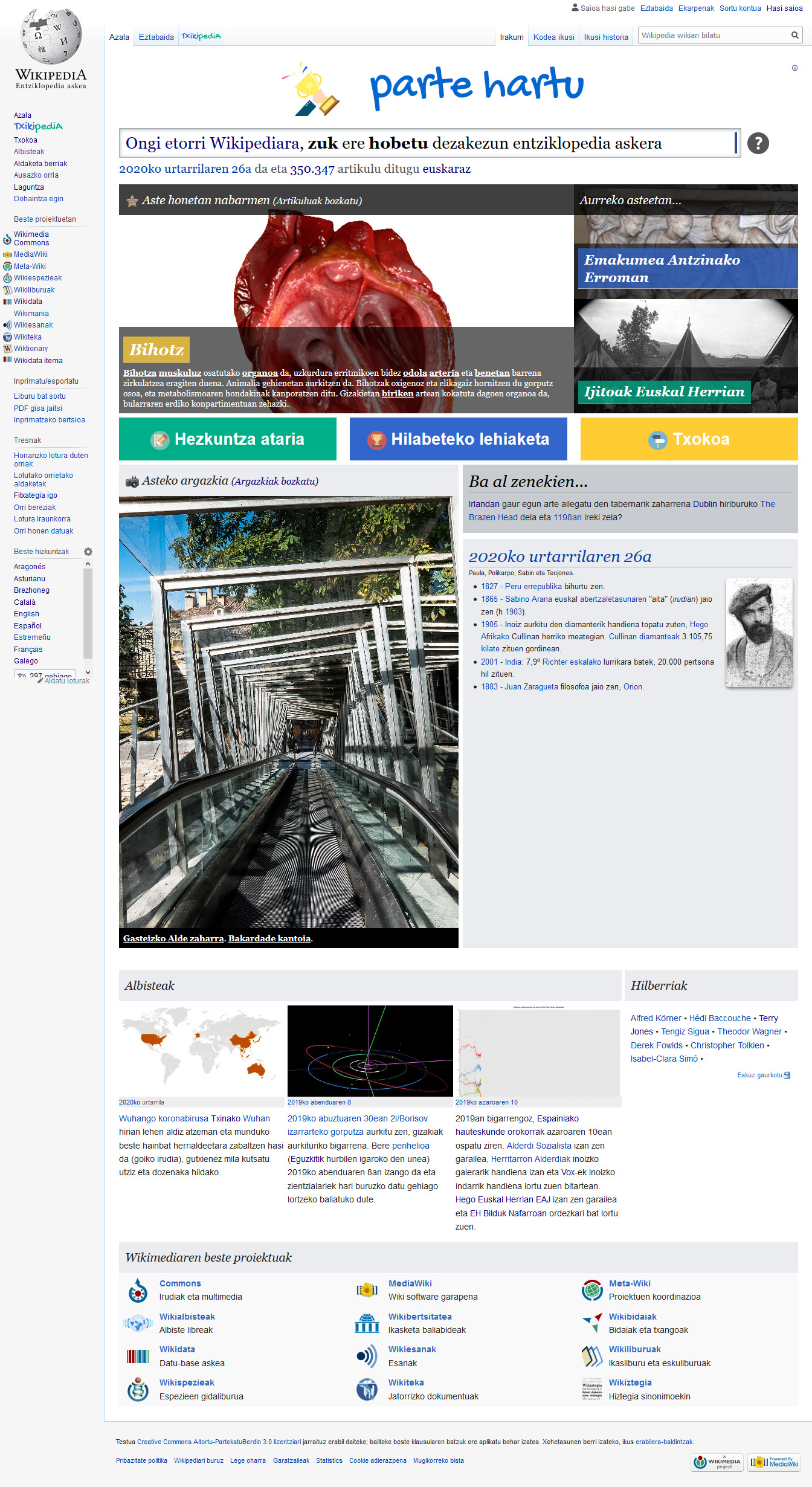

바스크어 위키백과(바스크어: Euskarazko Wikipedia)는 바스크어로 되어 있는 위키백과이다. 2008년 4월 6일 기준으로 문서 수는 약 25,000개가 있다. 기호는 eu이다.
2008년 4월 6일에 바스크어 위키백과는 아르지아 상을 받았다.

## 같이 보기
- 프랑스어 위키백과
- 스페인어 위키백과